# Cycloplasis
Cycloplasis is een geslacht van vlinders uit de familie van de roestmotten (Heliodinidae). De wetenschappelijke naam van het geslacht is voor het eerst geldig gepubliceerd in 1864 door Brackenridge Clemens.

## Soorten
- Cycloplasis immaculata Braun, 1940
- Cycloplasis basiplagata Walsingham, 1897
- Cycloplasis habrarcha Meyrick, 1917
- Cycloplasis gnathodes Meyrick, 1917
- Cycloplasis panicifoliella Clemens, 1864